# Aglianico del Vulture

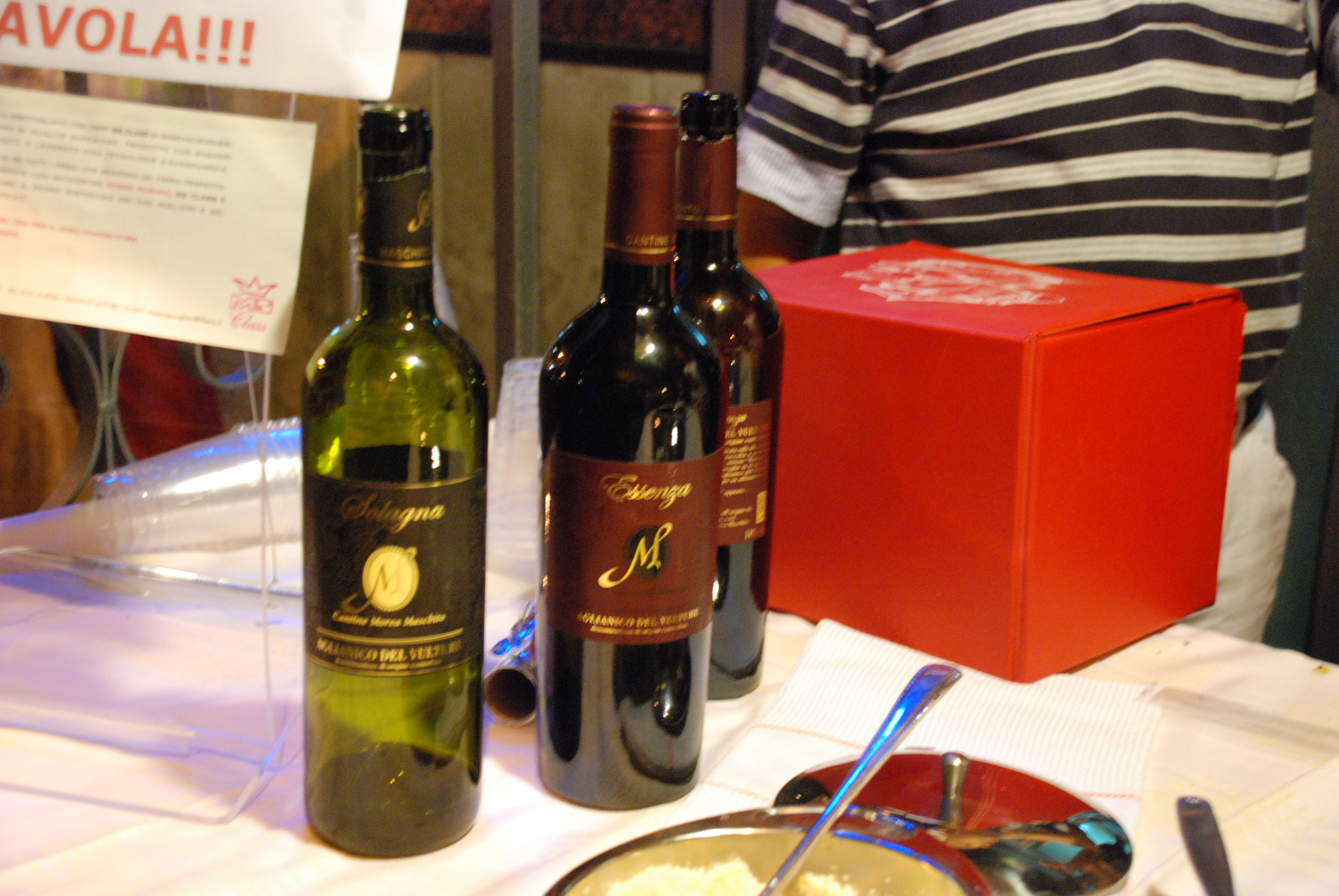
Láhve Aglianico del Vulture

Aglianico del Vulture DOC a Aglianico del Vulture Superiore DOCG (Denominazione di origine controllata od roku 1971 resp. Denominazione di origine controllata e garantita dei vini od roku 2010 pro vína kontrolovaná podle původu, výnosu, doby zrání, technologie a kvality) je červené víno z odrůdy vinné révy Aglianico pěstované v zóně Vulture, nacházející se na severovýchodě provincie Potenza v italském regionu Basilicata.
Víno Aglianico del Vulture produkují vinařské podniky nacházející se v 15 obcích (Rionero in Vulture, Barile, Rapolla, Ripacandida, Ginestra, Maschito, Forenza, Acerenza, Melfi, Atella, Venosa, Lavello, Palazzo San Gervasio, Banzi, Genzano di Lucania). Za rok vyrobí cca 2 500 000 lahví tohoto vína.

## Charakteristika
Víno má barvu více či méně intenzivní rubinově červenou až granátovou a charakteristickou delikátní vůni s příchutí citrusového ovoce intenzivnější především u vyzrálého vína; suché, lahodné, svěží, harmonické, s příjemnou tříslovinou, které po vyzrání získává lehce sametovou příchuť.
Pojmenování této oblasti je odvozeno z názvu horského masivu Monte Vulture (1326 m), někdejšího, dnes už vyhaslého vulkánu. Sopečný terén je bohatý na minerální prameny a poskytuje také vynikající podmínky pro pěstování oliv a vinné révy. Aglianico del Vulture je jedním z pěti nejlepších italských červených vín a bývá také nazýváno Barolo del Sud díky charakteristice podobné vínu z piemontské odrůdy Nebbiolo.